# Dendropsophus
Dendropsophus là một chi động vật lưỡng cư trong họ Nhái bén, thuộc bộ Anura. Chi này có 91 loài và 5% bị đe dọa hoặc tuyệt chủng.

## Loài
95 loài được biết đến trong chi này.
| Binomial name and author                                                  | Common name                    |
| ------------------------------------------------------------------------- | ------------------------------ |
| D. acreanus (Bokermann, 1964)                                             | Acre tree frog                 |
| D. amicorum (Mijares-Urrutia, 1998)                                       |                                |
| D. anataliasiasi (Bokermann, 1972)                                        | Goias tree frog                |
| D. anceps (Lutz, 1929)                                                    | Estrella tree frog             |
| D. aperomeus (Duellman, 1982)                                             | Balzapata tree frog            |
| D. araguaya (Napoli & Caramaschi, 1998)                                   |                                |
| D. battersbyi (Rivero, 1961)                                              | Battersby's tree frog          |
| D. berthalutzae (Bokermann, 1962)                                         | Bertha's tree frog             |
| D. bifurcus (Andersson, 1945)                                             | Upper Amazon tree frog         |
| D. bipunctatus (Spix, 1824)                                               | Two-spotted tree frog          |
| D. bogerti (Cochran & Goin, 1970)                                         |                                |
| D. bokermanni (Goin, 1960)                                                | Bokermann's Tarauaca tree frog |
| D. branneri (Cochran, 1948)                                               |                                |
| D. brevifrons (Duellman & Crump, 1974)                                    | Crump tree frog                |
| D. cachimbo (Napoli & Caramaschi, 1999)                                   |                                |
| D. carnifex (Duellman, 1969)                                              | Executioner tree frog          |
| D. cerradensis (Napoli & Caramaschi, 1998)                                |                                |
| D. coffeus (Köhler, Jungfer & Reichle, 2005)                              |                                |
| D. columbianus (Boettger, 1892)                                           | Boettger's Colombian tree frog |
| D. cruzi (Pombal & Bastos, 1998)                                          |                                |
| D. decipiens (Lutz, 1925)                                                 | Brazilian Coastal tree frog    |
| D. delarivai (Köhler & Lötters, 2001)                                     |                                |
| D. dutrai (Gomes & Peixoto, 1996)                                         |                                |
| D. ebraccatus (Cope, 1874)                                                | Hourglass tree frog            |
| D. elegans (Wied-Neuwied, 1824)                                           | Elegant forest tree frog       |
| D. elianeae (Napoli & Caramaschi, 2000)                                   |                                |
| D. frosti Motta et al., 2012                                              |                                |
| D. garagoensis (Kaplan, 1991)                                             | Garagoa tree frog              |
| D. gaucheri (Lescure & Marty, 2000)                                       |                                |
| D. giesleri (Mertens, 1950)                                               | Giesler's tree frog            |
| D. grandisonae (Goin, 1966)                                               | Mazaruni tree frog             |
| D. gryllatus (Duellman, 1973)                                             | Pacific Lowland tree frog      |
| D. haddadi (Bastos & Pombal, 1996)                                        |                                |
| D. haraldschultzi (Bokermann, 1962)                                       | Harald's tree frog             |
| D. jimi (Napoli & Caramaschi, 1999)                                       |                                |
| D. joannae (Köhler & Lötters, 2001)                                       |                                |
| D. juliani Moravec, Aparicio & Köhler, 2006                               |                                |
| D. koechlini (Duellman & Trueb, 1989)                                     | Koechlin's tree frog           |
| D. labialis (Peters, 1863)                                                | Green-dotted tree frog         |
| D. leali (Bokermann, 1964)                                                |                                |
| D. leucophyllatus (Beireis, 1783)                                         | Bereis' tree frog              |
| D. limai (Bokermann, 1962)                                                | Sao Vicente tree frog          |
| D. luddeckei Guarnizo, Escallón, Cannatella, and Amézquita, 2012          |                                |
| D. luteoocellatus (Roux, 1927)                                            | El Mene tree frog              |
| D. manonegra Rivera-Correa and Orrico, 2013                               |                                |
| D. marmoratus (Laurenti, 1768)                                            | Marbled tree frog              |
| D. mathiassoni (Cochran & Goin, 1970)                                     | Mathiasson's tree frog         |
| D. melanargyreus (Cope, 1887)                                             | Interior tree frog             |
| D. meridensis (Rivero, 1961)                                              | Mérida tree frog               |
| D. meridianus (Lutz, 1954)                                                |                                |
| D. microcephalus (Cope, 1886)                                             | Yellow tree frog               |
| D. microps (Peters, 1872)                                                 | Nova Friburgo tree frog        |
| D. minimus (Ahl, 1933)                                                    | Taperinha tree frog            |
| D. minusculus (Rivero, 1971)                                              | Rivero's tiny tree frog        |
| D. minutus (Peters, 1872)                                                 | Lesser tree frog               |
| D. miyatai (Vigle & Goberdhan-Vigle, 1990)                                | Hosteria La Selva tree frog    |
| D. nahdereri (Lutz & Bokermann, 1963)                                     | Estrada Saraiva tree frog      |
| D. nanus (Boulenger, 1889)                                                | Dwarf tree frog                |
| D. norandinus Rivera-Correa and Gutiérrez-Cárdenas, 2012                  |                                |
| D. novaisi (Bokermann, 1968)                                              | Bokermann's tree frog          |
| D. oliveirai (Bokermann, 1963)                                            | Xeric tree frog                |
| D. padreluna (Kaplan & Ruiz-Carranza, 1997)                               |                                |
| D. parviceps (Boulenger, 1882)                                            | Sarayacu tree frog             |
| D. pauiniensis (Heyer, 1977)                                              | Pauini tree frog               |
| D. pelidna (Duellman, 1989)                                               | Betania tree frog              |
| D. phlebodes (Stejneger, 1906)                                            | San Carlos tree frog           |
| D. praestans (Duellman & Trueb, 1983)                                     | San Agustin tree frog          |
| D. pseudomeridianus (Cruz, Caramaschi & Dias, 2000)                       |                                |
| D. reichlei Moravec, Aparicio, Guerrero-Reinhard, Calderon & Köhler, 2008 |                                |
| D. rhea (Napoli and Caramaschi, 1999)                                     |                                |
| D. rhodopeplus (Günther, 1858)                                            | Red-skirted tree frog          |
| D. riveroi (Cochran & Goin, 1970)                                         | Rivero's Amazon tree frog      |
| D. robertmertensi (Taylor, 1937)                                          | Mertens' yellow tree frog      |
| D. rossalleni (Goin, 1959)                                                | Ross Allen's tree frog         |
| D. rubicundulus (Reinhardt & Lütken, 1862)                                | Lagoa Santa tree frog          |
| D. ruschii (Weygoldt & Peixoto, 1987)                                     | Rusch's tree frog              |
| D. salli Jungfer, Reichle, and Piskurek, 2010                             |                                |
| D. sanborni (Schmidt, 1944)                                               | Sanborn's tree frog            |
| D. sarayacuensis (Shreve, 1935)                                           | Shreve's Sarayacu tree frog    |
| D. sartori (Smith, 1951)                                                  | Taylor's yellow tree frog      |
| D. schubarti (Bokermann, 1963)                                            | Schubart's Rondonia tree frog  |
| D. seniculus (Cope, 1868)                                                 | Corcovado tree frog            |
| D. shiwiarum Ortega-Andrade & Ron, 2013                                   |                                |
| D. soaresi (Caramaschi & Jim, 1983)                                       | Picos tree frog                |
| D. stingi (Kaplan, 1994)                                                  | Kaplan's Garagoa tree frog     |
| D. studerae (Carvalho e Silva, de Carvalho e Silva & Izecksohn, 2003)     |                                |
| D. subocularis (Dunn, 1934)                                               | Rio Tuquesa tree frog          |
| D. timbeba (Martins & Cardoso, 1987)                                      | Cardoso's tree frog            |
| D. tintinnabulum (Melin, 1941)                                            | Rio Uaupes tree frog           |
| D. triangulum (Günther, 1869)                                             | Triangle tree frog             |
| D. tritaeniatus (Bokermann, 1965)                                         | Three-banded tree frog         |
| D. virolinensis Kaplan & Ruiz-Carranza, 1997                              |                                |
| D. walfordi (Bokermann, 1962)                                             |                                |
| D. werneri (Cochran, 1952)                                                | Bailey's tree frog             |
| D. xapuriensis (Martins and Cardoso, 1987)                                | Xapuri tree frog               |
| D. yaracuyanus (Mijares-Urrutia and Rivero, 2000)                         |                                |

## Hình ảnh

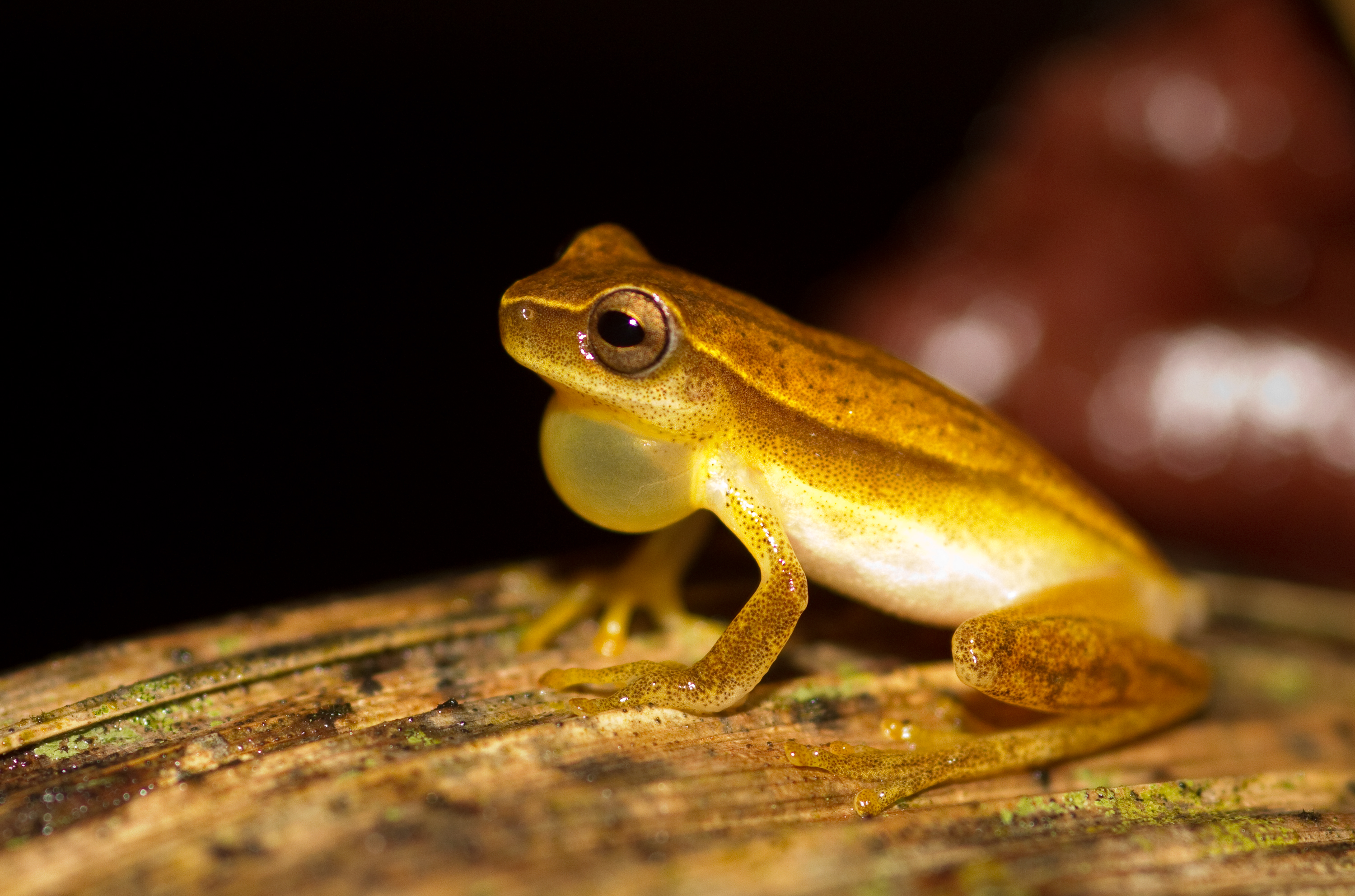
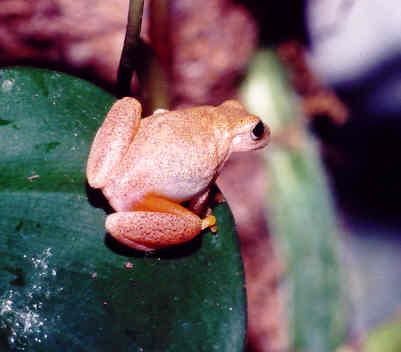
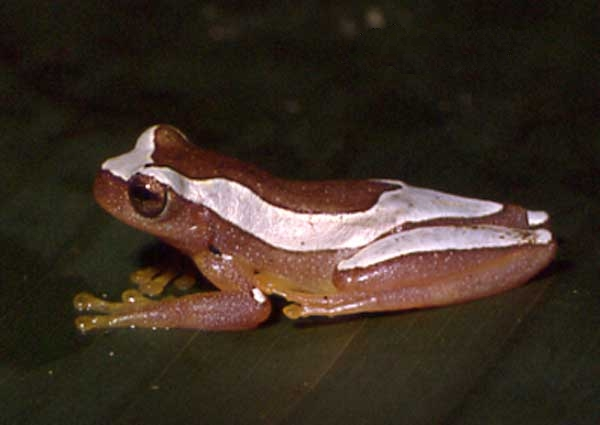